# Turkish-Airlines-Flug 981
Turkish-Airlines-Flug 981 war ein Linienflug der türkischen Fluggesellschaft Turkish Airlines von Istanbul nach London-Heathrow mit einer Zwischenlandung auf dem Flughafen Paris-Orly. Das Großraumflugzeug vom Typ McDonnell Douglas DC-10 mit dem Luftfahrzeugkennzeichen TC-JAV und dem Taufnamen Ankara startete am Sonntag, dem 3. März 1974 gegen Mittag in Paris-Orly. Etwa 10 Minuten später stürzte die Maschine in den Wald von Ermenonville, wobei alle 346 Personen an Bord ums Leben kamen.          
Die Flugkatastrophe von Ermenonville forderte damit fast doppelt so viele Opfer wie der bis zu diesem Zeitpunkt schwerste Unfall in der Geschichte des Luftverkehrs, bei dem im Januar 1973 die Boeing 707 JY-ADO der Alia Royal Jordanian Airlines auf dem Flughafen Kano von der Landebahn abkam und in Brand geriet. Der Absturz von Ermenonville ist bis heute der schwerste Flugunfall von Turkish Airlines und der schwerste Flugunfall in der Türkischen Luftfahrtgeschichte. Gleichzeitig ist es auch der schwerste und tödlichste Flugunfall einer McDonnell Douglas DC-10.   
Ursache des Absturzes war der Verlust einer nicht korrekt verschlossenen Frachttür (cargo door) im Flug, was zu einer explosiven Dekompression führte. Infolgedessen wurde der hintere Kabinenboden der Maschine teilweise zerstört, wobei wichtige Kabel und Steuerseile der Maschine beeinträchtigt oder unterbrochen wurden. Danach war die Maschine kaum mehr steuerbar.
Wie sich später herausstellte, war das Problem mit der Verriegelung der Frachttür dem Hersteller McDonnell Douglas nach einem ähnlichen Vorfall im Juni 1972 bekannt. Auf Empfehlung der US-amerikanischen Luftfahrtbehörde NTSB gab McDonnell Douglas daraufhin im Juli 1972 für alle DC-10 das „Service Bulletin 52-37“ zur Umrüstung der Frachttüren heraus. Zwei im Frühjahr 1972 gebaute Maschinen, die ursprünglich für die japanische Fluggesellschaft All Nippon Airways vorgesehen waren, wurden ohne diese Umrüstungen im Dezember 1972 an Turkish Airlines ausgeliefert, nachdem All Nippon Airways auf die Abnahme verzichtete. Eine der beiden DC-10 war die Unfallmaschine des Flugs 981. Nach Bekanntgabe dieser Vorgänge wurde McDonnell Douglas’ Reputation erheblich in Mitleidenschaft gezogen und der bis 1988 gebaute Typ DC-10 erhielt, auch durch spätere Unfälle, ein negatives Image.

## Unfall

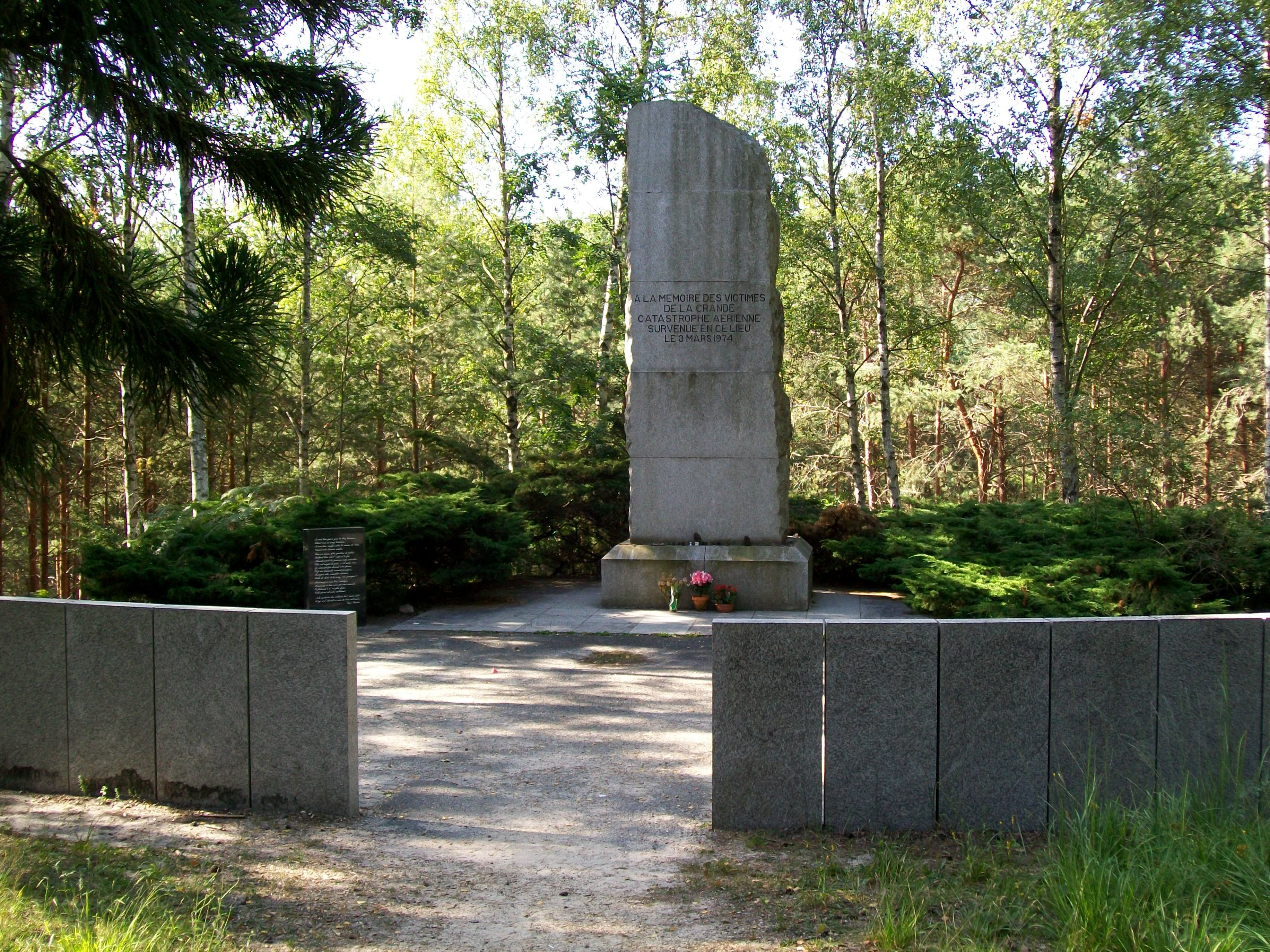
Gedenkstätte im Wald von Ermenonville

Flug 981 startete in Istanbul und landete morgens in Paris-Orly kurz nach 11 Uhr Ortszeit. Die DC-10 hatte 167 Passagiere und 13 Crew-Mitglieder an Bord. 50 Passagiere beendeten ihren Flug in Paris. Der zweite Flugabschnitt von Paris nach London war nicht voll ausgebucht, doch aufgrund eines Streiks bei der British European Airways (BEA) wurden viele BEA-Passagiere auf den Flug 981 umgebucht. Unter den Passagieren aus einem Dutzend Ländern waren 17 englische Rugby-Spieler, die einen Tag zuvor zu einem Länderspiel in Frankreich angetreten waren, der Leichtathlet John Cooper, mehrere britische Models und 48 japanische Bank-Management-Auszubildende.
Die Maschine startete in Orly um 12:30 Uhr Ortszeit von Runway 08 in östliche Richtung. Um Paris zu umfliegen, ging der Flug über Coulommiers im Osten und drehte erst dann Richtung Montdidier (Somme) mit Kurs 345 Grad (Nordnordwest) auf London. Der Tower in Orly gab Freigabe für FL 230 (7000 Meter). Als die Maschine im Steigflug gegen 12:40 Uhr die Stadt Meaux auf Flugfläche 130 (ca. 4000 Meter) überflog, empfing der Tower in Orly verzerrte Funksprüche von Flug 981: Während die Piloten Türkisch sprachen, wurden die Wörter „pressurization“ („Drucksystem“) und „Overspeed“ („zu hohe Geschwindigkeit“) erwähnt. Außerdem war folgender Satz zu hören: „the fuselage has burst“ – auf Deutsch: „der Rumpf ist aufgeplatzt“.
Das Flugzeug verschwand kurz darauf vom Radarschirm. Kurze Zeit später wurde südöstlich der Stadt Senlis im Wald von Ermenonville die völlig zerstörte Maschine gefunden. Auf einer 700 Meter langen und 100 Meter breiten Schneise waren die Teile der DC-10 verstreut, von denen zahlreiche nicht zugeordnet werden konnten. Alle 346 Menschen an Bord kamen dabei ums Leben. Nur 40 der Leichen konnten visuell identifiziert werden, die Identität von 9 Passagieren war nicht mehr feststellbar.
Der außergewöhnliche Zerstörungsgrad verleitete zu der Annahme, eine Bombe könne den Unfall verursacht haben. Nachdem sich zwei Terrororganisationen bei den Behörden gemeldet hatten und sich zu dem Anschlag bekennen wollten, spekulierten türkische Reporter, Terroristen hätten ursprünglich eine BEA-Maschine sprengen wollen und seien durch den Streik gezwungen worden, ihre Pläne auf das türkische Flugzeug zu übertragen.

## Untersuchungen
Die beiden Flugschreiber der DC-10 wurden schnell gefunden. Die Auswertung von Flugdatenschreiber (Flight Data Recorder, FDR) und Stimmenrekorder (Cockpit Voice Recorder, CVR) ergaben, dass die Crew nach einer Explosion die Kontrolle über das Flugzeug verlor, das praktisch nicht mehr steuerbar war, nachdem es Meaux überflogen hatte. Der Explosion folgte ein lautes Luftgeräusch. Gleichzeitig fiel das mittlere, in der Leitwerkmitte angeordnete Triebwerk (Triebwerk Nr. 2) aus. Während dieser Ereignisse hatte einer der Piloten den Knopf für die Funkübertragung am Mikrofon gedrückt, wodurch das Geschehen im Cockpit über den Funkverkehr übermittelt wurde.
Das Flugzeug nahm schnell einen Sinkwinkel von 20 Grad ein und beschleunigte dadurch, während Flugkapitän Nejat Berkoz und der Erste Offizier Oral Ulusman versuchten, die Maschine wieder unter Kontrolle zu bekommen. Mit zunehmender Geschwindigkeit neigte sich die Nase der Maschine immer weiter nach unten, Kapitän Berkoz schrie „Speed!“ (dt.: Geschwindigkeit) und versuchte, durch mehr Triebwerkschub die Nase des Flugzeuges wieder nach oben zu bekommen. 72 Sekunden nach der Dekompression raste die DC-10 mit einer Geschwindigkeit von 430 Knoten (796 Kilometer pro Stunde) in den Wald. Die hohe Geschwindigkeit führte zur völligen Zerstörung der Maschine.
Der Zerstörungsgrad war so hoch, dass viele Teile nicht korrekt zugeordnet werden konnten und man nicht feststellen konnte, ob Teile fehlten. Auf dem Radar war nach dem Unfall ein zweites Echo hinter dem Flugzeug zu sehen gewesen, das sich nicht bewegte. Der Anruf eines Bauern erklärte dieses Echo: Die hintere Laderaumluke, Teile des Kabinengangs und sechs Passagiersitze mit ihren toten Insassen waren in der Nähe der Gemeinde Saint-Pathus in ein Rübenfeld gestürzt, etwa 15 Kilometer südlich von der Hauptabsturzstelle.
Französische Unfallermittler fanden heraus, dass die Verriegelung der hinteren Laderaumluke versagt hatte, wodurch sich die Luke öffnete und daraufhin vom Flugzeug abgerissen wurde. Das führte zunächst zu einer explosionsartigen Dekompression im Frachtraum – nicht in der Passagierkabine. Jedoch hielt der Kabinenboden der hohen Druckdifferenz nicht stand. Im hinteren Bereich der Kabine wurde der Zwischenboden zusammen mit zwei Sitzreihen herausgerissen und durch die offene Luke des Laderaums ins Freie geschleudert. Die im Zwischenboden verlegten Steuerkabel und -leitungen wurden zerstört, wodurch die Kontrolle über Höhen- und Seitenruder verlorenging, sodass das Flugzeug nicht mehr zu steuern war. Zudem fiel das (mittlere) Triebwerk Nummer zwei aus.

## Ursachen des Unfalls

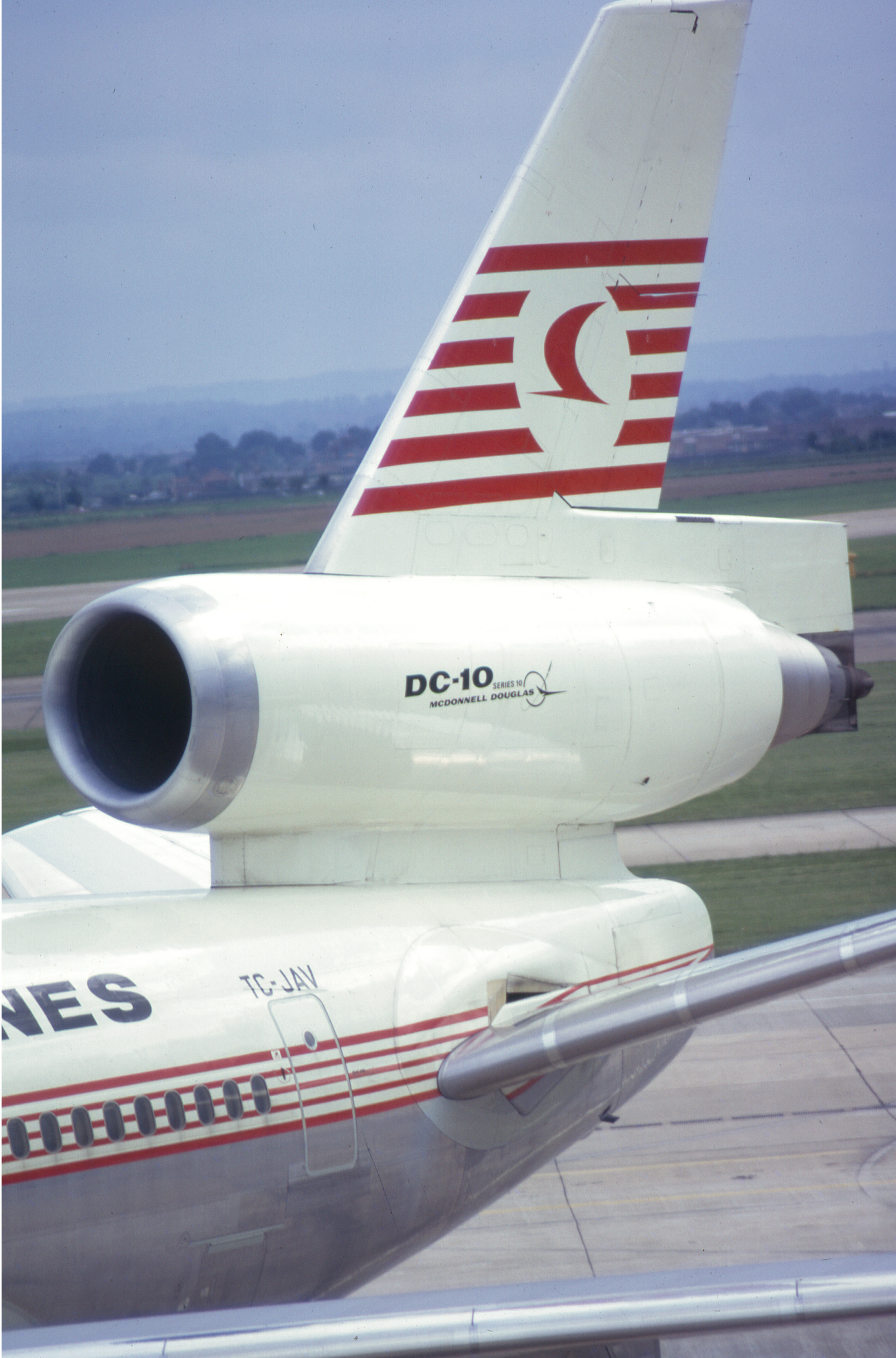
Aufnahme des Hecks der Maschine. Ein Teil der Frachttür, deren Verlust zu dem Absturz geführt hatte, ist unten im Bild, zwischen Fluggasttür und Flügel zu sehen

Die Ladetür der DC-10 konnte wegen ihrer Größe nicht ins Innere des Laderaums hinein geschwenkt werden, ohne dass ein beträchtlicher Bereich des Laderaums dafür hätte geopfert werden müssen. Stattdessen wurde die Luke nach außen hin geöffnet, allerdings bestand dadurch die Gefahr, dass bei nicht korrekter Verriegelung durch den Druck innerhalb des Laderaums die Luke herausgedrückt werden konnte. Dass die verwendete Konstruktion nicht ausreichend betriebssicher ausgelegt war, zeigte sich schon knapp zwei Jahre vor dem Absturz der türkischen Maschine, als es aus diesem Grund bereits zu einem Zwischenfall kam: Auf American Airlines Flug 96 mit 67 Personen an Bord öffnete sich bei der DC-10-10 (N103AA) am 12. Juni 1972 während des Flugs die hintere Frachtraumtür, was zu einem plötzlichen Druckverlust und dem Einbruch des Kabinengangs im hinteren Bereich der Maschine führte. Die Besatzung schaffte es, die Maschine auf dem Flughafen Detroit wieder sicher zu landen. In der Geschichte der Luftfahrt wurde das Vorkommnis auch als „Windsor Incident“ bekannt, nach der kanadischen Ortschaft Windsor (Ontario), über der der Unfall passierte.
Als Folge dieses Zwischenfalls war am 3. Juli 1972 eine Technische Mitteilung (Service Bulletin) von McDonnell Douglas und der US-amerikanischen Luftfahrtbehörde FAA erlassen worden, der eine Nachbesserung des Verriegelungssystems der Frachttür vorsah. Es wurden Listen herausgegeben, auf denen die Maschinen verzeichnet wurden, die umgerüstet werden sollten. Darauf waren alle bisher ausgelieferten DC-10 der Betreiber American Airlines, United Airlines, National Airlines und Continental Airlines, es fehlten jedoch zwei Flugzeuge, die im Februar/März 1972 fertiggestellt waren und ursprünglich vom japanischen Leasingunternehmen Mitsui für die All Nippon Airways bestellt wurden. All Nippon zeigte jedoch kein Interesse mehr an den Maschinen und entschied sich für einen anderen Flugzeugtyp. Die beiden DC-10 mit den Baunummern 46704/29 und 46705/33 wurden schließlich ohne das verbesserte Verriegelungssystem im Dezember 1972 an Turkish Airlines abgegeben und als Ankara mit dem Kennzeichen TC-JAV (46704/29) und Istanbul TC-JAU (46705/33) für Auslandsflüge nach Europa und Asien eingesetzt. Im Februar 1973 erhielt Turkish Airlines eine dritte DC-10 (Izmir TC-JAY mit der Baunr.: 46907/78).
Die Änderungen an der Frachtluke der DC-10 wurden vom NTSB und der FAA empfohlen. Das NTSB hatte ein elektrisches System vorgeschlagen, welches gesetzlich vorgeschrieben werden sollte. Jedoch hatte sich die FAA dafür ausgesprochen, dass ein Upgrade an der Luke vorgenommen werden „sollte“, aber nicht gesetzlich festgeschrieben wird, da dieser Vorgang mit zusätzlichen Kosten verbunden wäre. Schließlich hatten sich beide Organisationen und der Hersteller darauf geeinigt, dass die Änderung nicht zwingend vorgenommen werden „müsste“.
Die beiden Maschinen „Ankara“ und „Istanbul“ wurden sechs Monate nach dem „Windsor Incident“ an Turkish Airlines ausgeliefert. Die Änderung an der Luke hätte somit vorgenommen werden können, wäre aber mit Verzögerungen verbunden gewesen, die wiederum Kosten für den Hersteller bedeutet hätten. Daher wurde die Laderaumverriegelung an den beiden Turkish-Airlines-Maschinen nicht geändert.
Dem algerischen Gepäckdienstmitarbeiter Mohammed Mahmoudi, der die Luke auf dem Flug 981 geschlossen hatte, war aufgefallen, dass keine besonders große Kraft erforderlich war, um den Verriegelungs-Griff zu schließen. Die Unfallermittler schlossen daraus, dass das System bereits vorher nicht mehr intakt war.
Eine erste Änderung, die nach dem „Windsor Incident“ durchgeführt wurde, war die Anbringung eines kleinen Kontrollfensters, über das man die vollständige Verriegelung der Luke kontrollieren konnte. Jedoch war Mahmoudi der Zweck dieses Fensters nicht bekannt. Ihm war gesagt worden, dass bei korrekter Betätigung des Verriegelungsgriffes und vollständig geschlossener Überdruckventilklappe die Luke auch sicher verschlossen wäre. Die Arbeitsanweisung zur Kontrolle der sicheren Verriegelung war auf Türkisch und Englisch neben dem Kontrollfenster auf der Maschine angebracht, Mahmoudi beherrschte jedoch keine der beiden Sprachen.
Die Prüfung, dass alle Türen und Luken verschlossen sind, war entweder die Aufgabe des Bordingenieurs der Maschine oder des Chief-Ground-Ingenieurs von Turkish Airlines. Die Gesellschaft hatte jedoch in Paris-Orly keinen Chief-Ground-Ingenieur, und der Bordingenieur der Maschine führte die Überprüfung nicht durch. Einige Medien forderten, dass man Mahmoudi verhaften sollte. Experten sahen es hingegen als unrealistisch an, dass ein schlecht bezahlter Gepäckdienstarbeiter, der die Warnhinweise nicht lesen konnte, für die Sicherheit des Flugzeugs verantwortlich sein sollte.

## Vergleichbare Zwischenfälle
- American-Airlines-Flug 96
- United-Airlines-Flug 811